# Jōi chokumei

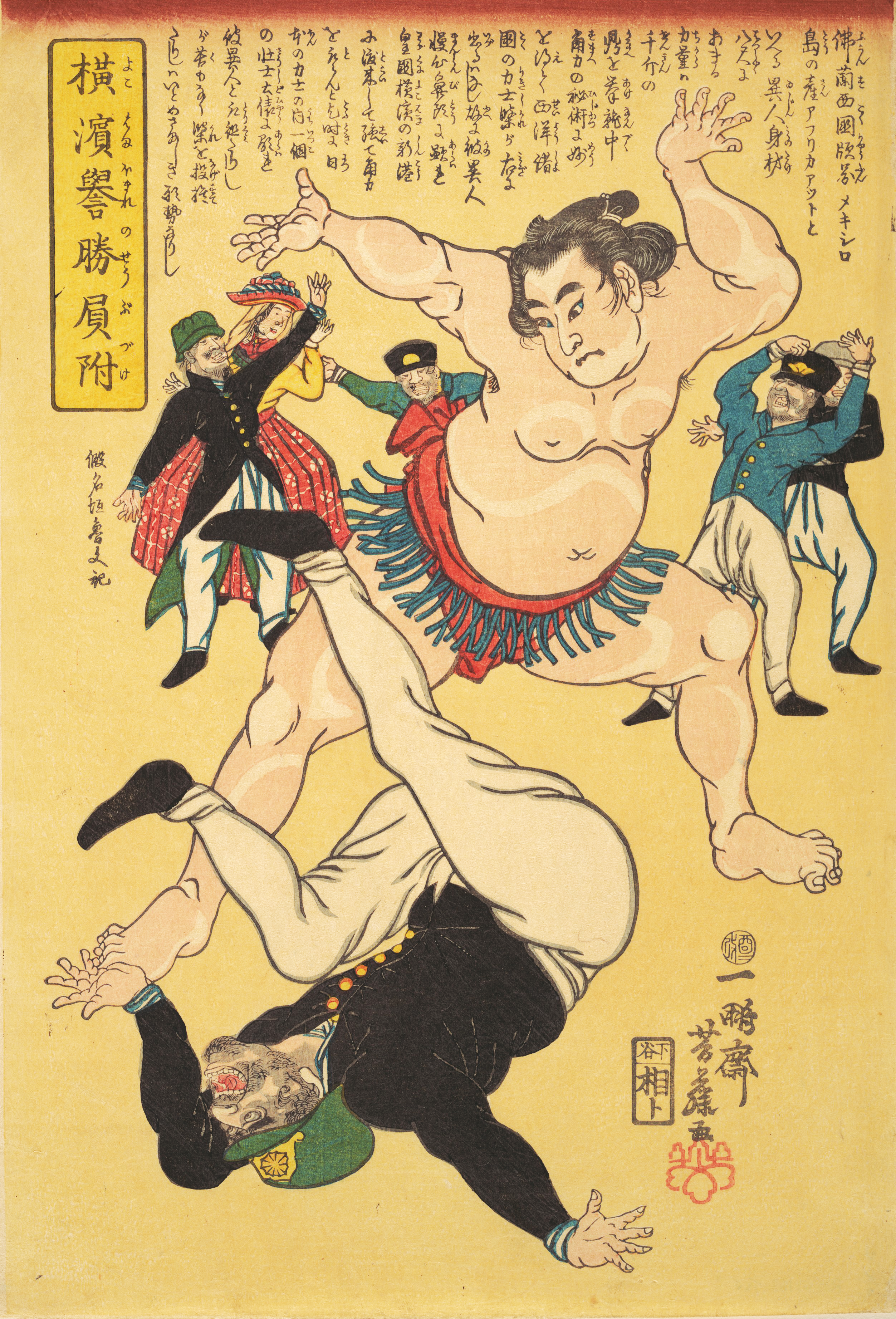
Uma imagem de 1861 que expressa o sentimento Joi (攘夷, "Expulsar os bárbaros")

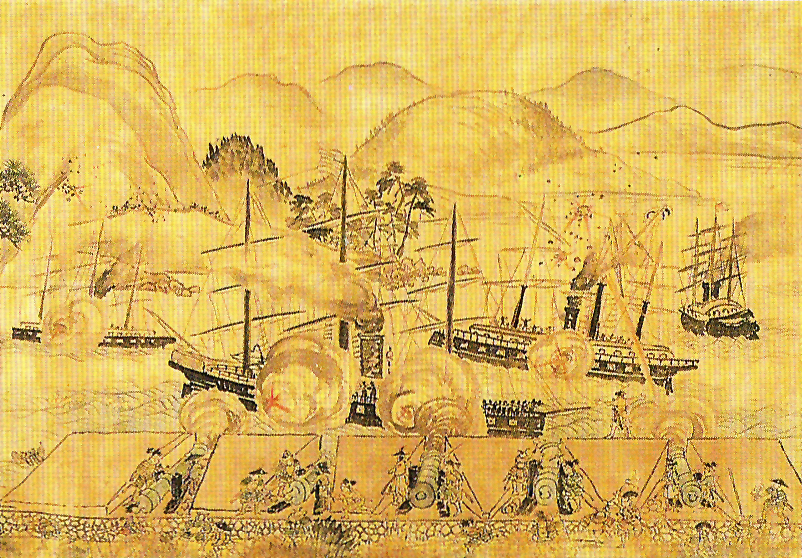
Os canhões de Choshu atirando nos navios ocidentais em Shimonoseki. Pintura japonesa.

A Ordem para expulsar os bárbaros (攘夷勅命 ou 攘夷実行の勅命, jōi chokumei'' ou jōi jikkō no chokumei) foi um ato editado pelo Imperador Komei, do Japão, em 1863, contra a ocidentalização do país, após a abertura do Japão pelo Comodoro Matthew Calbraith Perry, em 1854.

## A ordem
O ato foi baseado em um amplo e legítimo sentimento anti-estrangeiros, chamado de o movimento "Reverencie o Imperador, expulse os bárbaros" (尊皇攘夷, sonnō jōi). O Imperador Komei pessoalmente concordava com esse tipo de sentimentos, e – quebrando com séculos de tradições imperiais – começou a exercer um papel ativo nas matérias do estado: quando a oportunidade surgiu, ele atacou os tratados e tentou interferir na sucessão do xogunato. Seus esforços culminaram, em 11 de março de 1863, na "Ordem para expulsar os bárbaros". Um limite final para a extradição foi definido como dois meses depois de 11 de maio.

## Consequências
O Xogunato não tinha intenção em fazer valer a ordem, e o ato inspirou ataques contra o próprio Xogunato além dos estrangeiros no Japão. O incidente mais famoso foi o ataque a navios estrangeiros no Estreito de Shimonoseki na Província de Choshu assim que o limite final terminou. Samurais sem mestres (rōnin) abraçaram a causa, assassinado oficiais do Xogunato e ocidentalistas. A morte do comerciante inglês Charles Lennox Richardson é considerada um resultado dessa política. O governo Tokugawa foi obrigado a pagar uma indenização de centenas de milhares de libras esterlinas pela morte de Richardson.
Mas este acabou por ser o auge do movimento sonnō jōi, visto que as potências ocidentais responderam aos ataques japoneses com o bombardeio de Shimonoseki. Pesadas reparações foram exigidas do Domínio de Satsuma pelo assassinato de Charles Lennox Richardson – o Incidente Namaguchi. Como as reparações não foram pagas, um esquadrão de navios da Marinha Real foi ao porto de Satsuma em Kagoshima para coagir o daimyo a pagar. Ao invés disso, ele abriu fogo aos navios e o esquadrão retaliou. Esse conflito, mais tarde, foi inapropriadamente chamado de Bombardeio de Kagoshima. Esses incidentes mostraram claramente que o Japão não era pareio para o poder militar do Ocidente e que o confronto brutal não seria a melhor solução.
Esses eventos, no entanto, também serviram para enfraquecer ainda mais o Xogunato, que parecia sem poder e compromissado com suas relações com as potências ocidentais. Ao final, as províncias rebeldes se aliaram e derrubaram o Xogunato na Guerra Boshin e na posterior Restauração Meiji.